# Interaction de configuration multi-référence
La méthode d'interaction de configuration multi-référence (Multireference configuration interaction - MRCI) est une méthode de chimie quantique. C'est une forme d'interaction de configuration, c'est-à-dire que la fonction d'onde est développée sur une base de déterminant de Slater ou de fonctions d'état de configuration. Les déterminants choisis comprennent des déterminants dits « de référence », correspondant à la configuration fondamentale, mais aussi à quelques configurations excitées. À ces déterminants en sont alors ajoutés d'autres correspondant souvent à des mono- ou di- (ou plus) excitations de ces configurations de référence, conduisant à une méthode MRCIS ou MRCISD.

Le problème de « size-consistency » des méthodes d'interaction de configuration tronquées n'est pas résolu par l'ajout de plusieurs références. En revanche, cela permet un traitement plus équilibré des états fondamentaux et excités. De plus, ce type de méthode est plus adapté dans les cas où certains niveaux électroniques sont proches en énergie (on parle de quasi-dégénérescence).
Le choix des références peut être fait manuellement (en sélectionnant un à un les déterminants) ou automatiquement, en prenant par exemple les configurations générées par un calcul MCSCF préalable.